# Q2K
Q2K è il settimo album dei Queensrÿche, pubblicato il 14 settembre 1999 per l'etichetta discografica Atlantic Records. È il primo disco della band senza Chris DeGarmo, sostituito da Kelly Gray.

## Tracce
1. Falling Down – 4:28
2. Sacred Ground – 4:12
3. One Life – 4:48
4. When the Rain Comes – 5:05
5. How Could I? – 3:44
6. Beside You – 5:14
7. Liquid Sky – 4:53
8. Breakdown – 4:11
9. Burning Man – 3:42
10. Wot Kinda Man – 3:15
11. The Right Side of My Mind – 5:51

## Formazione
- Geoff Tate - voce
- Kelly Gray - chitarra
- Eddie Jackson - basso, seconde voci
- Michael Wilton - chitarra, seconde voci
- Scott Rockenfield - batteria, percussioni, tastiere

## Classifiche
| Classifica (1999) | Posizione massima |
| ----------------- | ----------------- |
| Germania          | 21                |
| Paesi Bassi       | 67                |
| Stati Uniti       | 46                |
| Svezia            | 60                |